# Сахновський Іван Гнатович
Сахновський (Васютинський) Іван Гнатович. Старший син Менського сотника Гната Васильовича Сахновського. Народився 1677 р. На службі Війська Запорозького з 1718 р. Сотник Менської сотні (1723—1739). Чернігівський полковий обозний з 30 січня 1739 р. (1739—1741; 4. ІІІ. 1748—1768). Учасник російсько-турецької війни 1735—1739 рр. Наказний чернігівський полковник (1739) у Кримському поході 1739 р. Одружився з донькою Михайла Забіли (генерального судді) Євдокією-старшою (по матері онука І. Ф. Новицького, компанійського полковника). Мав з нею семеро синів та доньку, шлюбами яких поріднився з Войцеховичами, Сангурськими, Вітковичами, Товстолісами, Бобирями. Свояк (по С. М. Забілі) А. Я. Безбородька, котрий продав йому посаду обозного. Один з найбільших землевласників Чернігівщини. Помер наприкінці 1768 року в Мені.